# Valiant Hearts: The Great War
Valiant Hearts: The Great War is een platformspel met puzzelelementen. Het is ontwikkeld door Ubisoft Montpellier en uitgegeven door Ubisoft in Europa op 25 juni 2014, ter nagedachtenis aan de honderdste verjaardag van de Eerste Wereldoorlog.